# NGC 1480
NGC 1480 je jedan do danas nepotvrđeni objekt u zviježđu Eridanu. Sva promatranja poslije nisu na tom položaju uočila nikoji objekt.

## Vanjske poveznice
- SEDS: NGC 1480